# Aston Martin DB4
Aston Martin DB4 — спортивный автомобиль, выпускавшийся английской компанией Aston Martin с 1958 по 1963 год. Буквы DB в названии модели являются инициалами Дэвида Брауна, владевшего компанией в то время.
Эта модель была первой из нового поколения автомобилей компании, ставших культовыми английскими спорткарами, реальной классикой.

## DB4

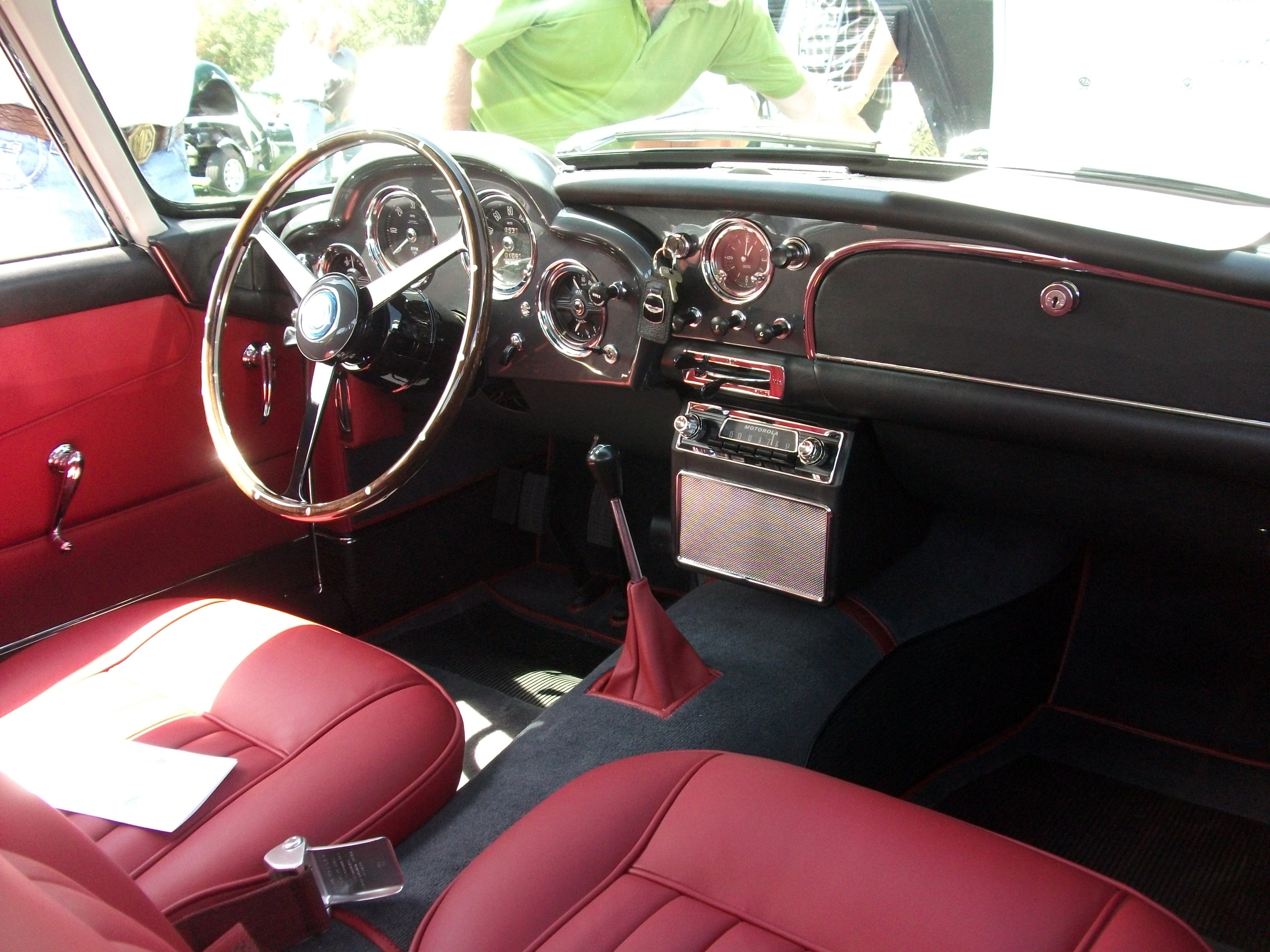

Для плановой замены модели DB2 и её версий, в 1952 году был запущен «Проект 114» (Project 114) по созданию нового автомобиля. Инженер Гарольд Бич (англ. Harold Beach) спроектировал для него переднюю подвеску и пространственную раму. На готовое шасси́ установили кузов созданный, Фрэнком Фили (англ. Frank Feeley), но он оказался не удачным. Тогда руководитель проекта Джон Вайер (англ. John Wyer) обратился за помощью в кузовную фирму Touring из Милана, которая на автосалоне в Турине показала очень красивый прототип, созданный на агрегатах Aston Martin.
Бич был послан в Италию для адаптации рамы под фирменную технологию Superleggera, при которой алюминиевые панели кузова устанавливались поверх трубчатой рамы. Сам кузов был создан Федерико Форменти (Federico Formenti) и в Италии были построены два опытных образца. А затем, оснастка была передана в Ньюпорт-Пагнелл (англ. Newport Pagnell), Бакингемшир, где началось изготовление кузовов по лицензии Touring и сборка автомобилей.
Новый рядный шестицилиндровый двигатель был разработан поляком Тадеком Мареком (англ. Tadek Marek), который начал работать в компании с 1953 года. Полностью алюминиевый мотор с двумя верхними распредвалами (OHV) в нефорсированном варианте развивал 240 л.с.
Получившийся автомобиль был впервые показан публике на автосалоне в Лондоне в 1958 году. DB4 был первой серийной моделью способной разогнаться до 100 миль в час (161 км/ч) за 21 секунду. Этот автомобиль позволил компании вернуться на рынок скоростных спортивных машин.
В течение своей производственной жизни автомобиль ежегодно улучшался, часто эти изменения называют сериями 2,3,4 и 5. Всего было изготовлено 1186 экземпляров модели.

## DB4 GT

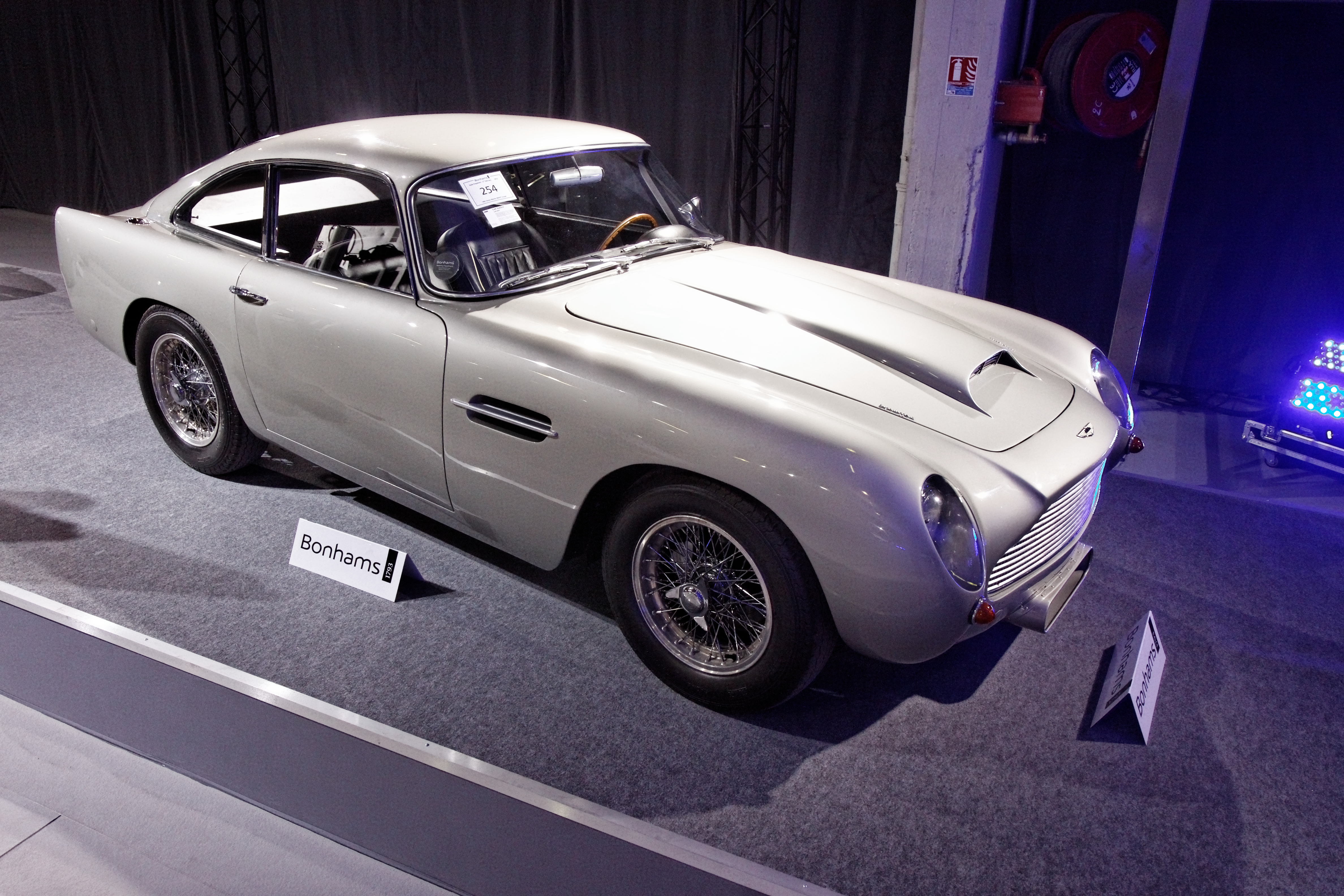
DB4 GT в облегчённом варианте

Представленный в октябре 1959 года на Лондонском автосалоне, автомобиль DB4 GT предназначался, в первую очередь, для участия в соревнованиях категории GT.
Модель базировалась на укороченном на 5 дюймов (127 миллиметров) шасси́ автомобиля DB4, поэтому весила на 185 фунтов (84 килограмма) меньше и была чисто двухместной. Оснащалась она форсированным до 302 л.с. двигателем, питавшимся от трех карбюраторов и имевшим по две свечи зажигания в каждом цилиндре. Мотор сочетался с четырёхступенчатой механической коробкой передач, а сзади был установлен дифференциал повышенного трения.
Из 75 изготовленных автомобилей, восемь были особо облегчёнными. С них сняли всё, не имеющее первостепенного значения, панели пола и перегородки кузова были изготовлены из алюминия и просверлены, для экономии веса.

## DB4 GT Zagato

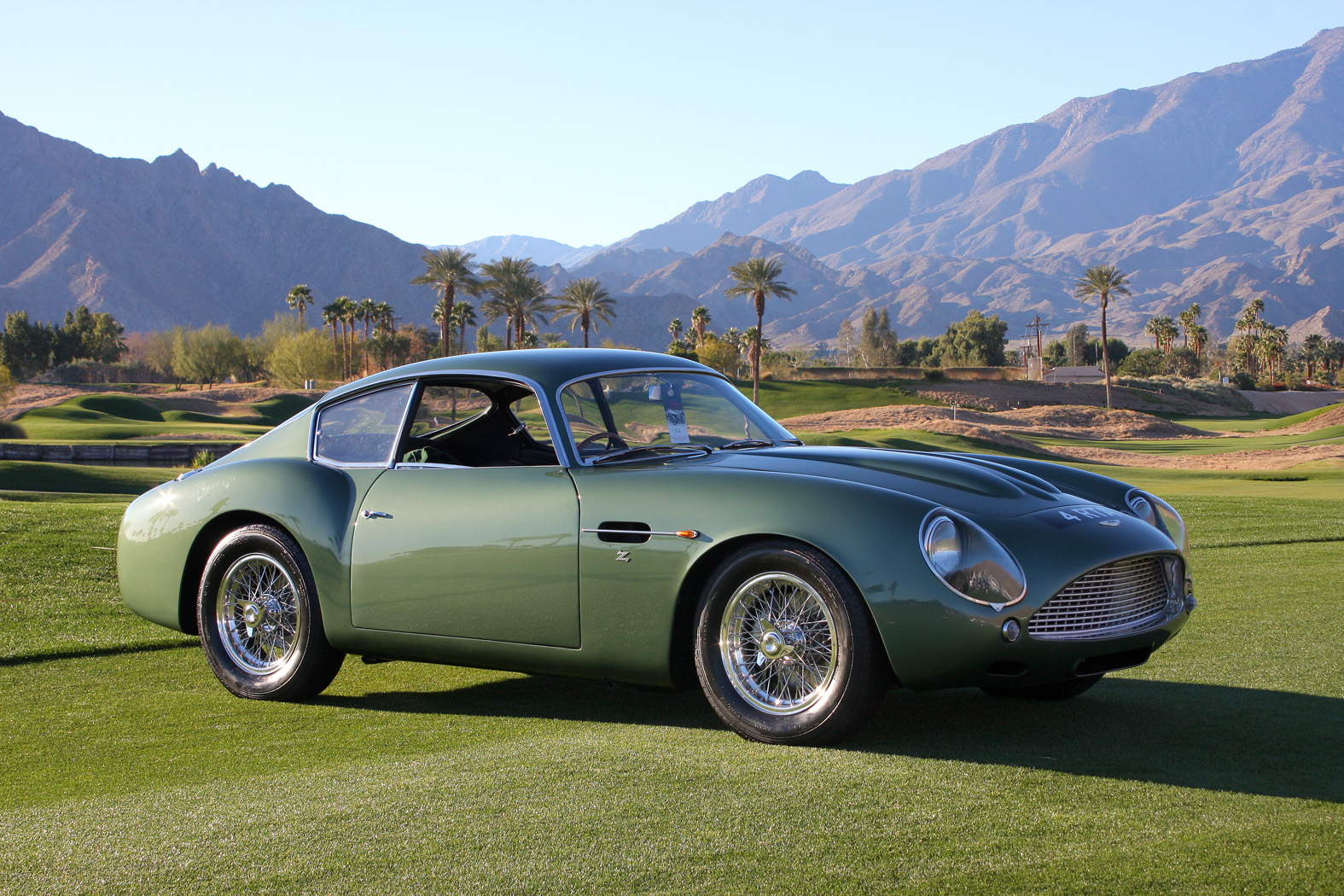

В октябре 1960 года на автосалоне в Лондоне был представлен автомобиль с элегантным кузовом, созданным в мастерской Zagato из Милана на базе облегчённой версии DB4 GT. Внешний вид автомобиля был нарисован 23-летним Эрколе Спада (англ. Ercole Spada), который устроился на фирму Zagato всего лишь в феврале 1960 года в качестве ученика. Модель оснащалась форсированным до 314 л.с. шестицилиндровым двигателем.
Шасси́ автомобиля собиралось в Ньюпорт-Пагнелл (англ. Newport Pagnell), затем пароходом отправлялось в Италию. Там на него монтировали кузов и отправляли обратно в Англию для окончательной сборки и отделки (возможно, пять экземпляров были полностью сделаны в Италии).
Предполагалось изготовить 25 автомобилей, но реально было сделано всего 19.

## DB4 Convertible

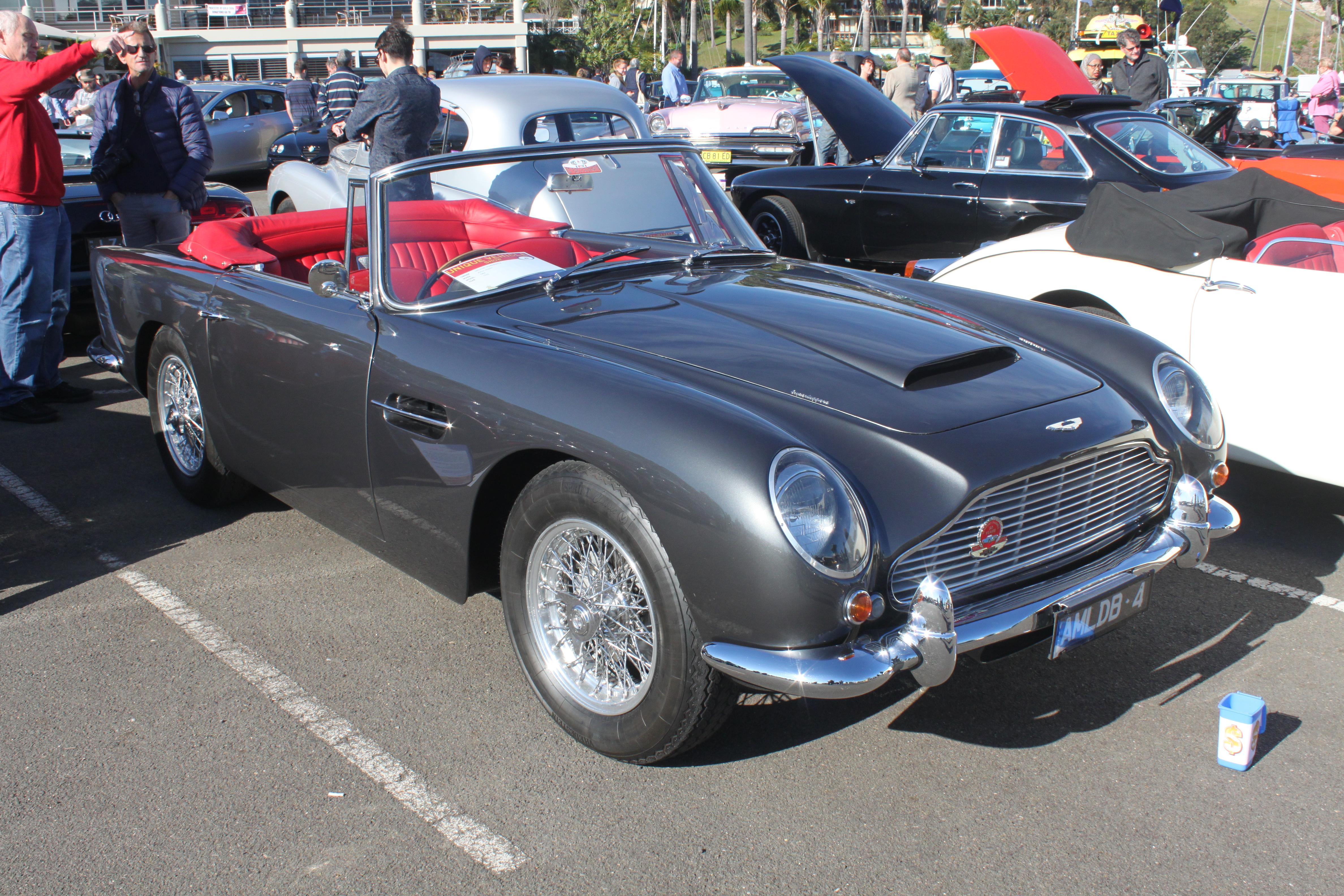

Красивый открытый автомобиль вновь был создан дизайнерами фирмы Touring из Милана. Он был впервые показан публике в 1961 году на Парижском автосалоне.
Усиленный кузов компенсировал потерю жёсткости, вызванную отсутствием крыши. За отдельную плату можно было приобрести съёмный полностью отделанный жёсткий верх.
Было изготовлено всего 70 кабриолетов, половина которых оснащалась более мощным двигателем от модели DB4 GT.

## DB4 GT Jet

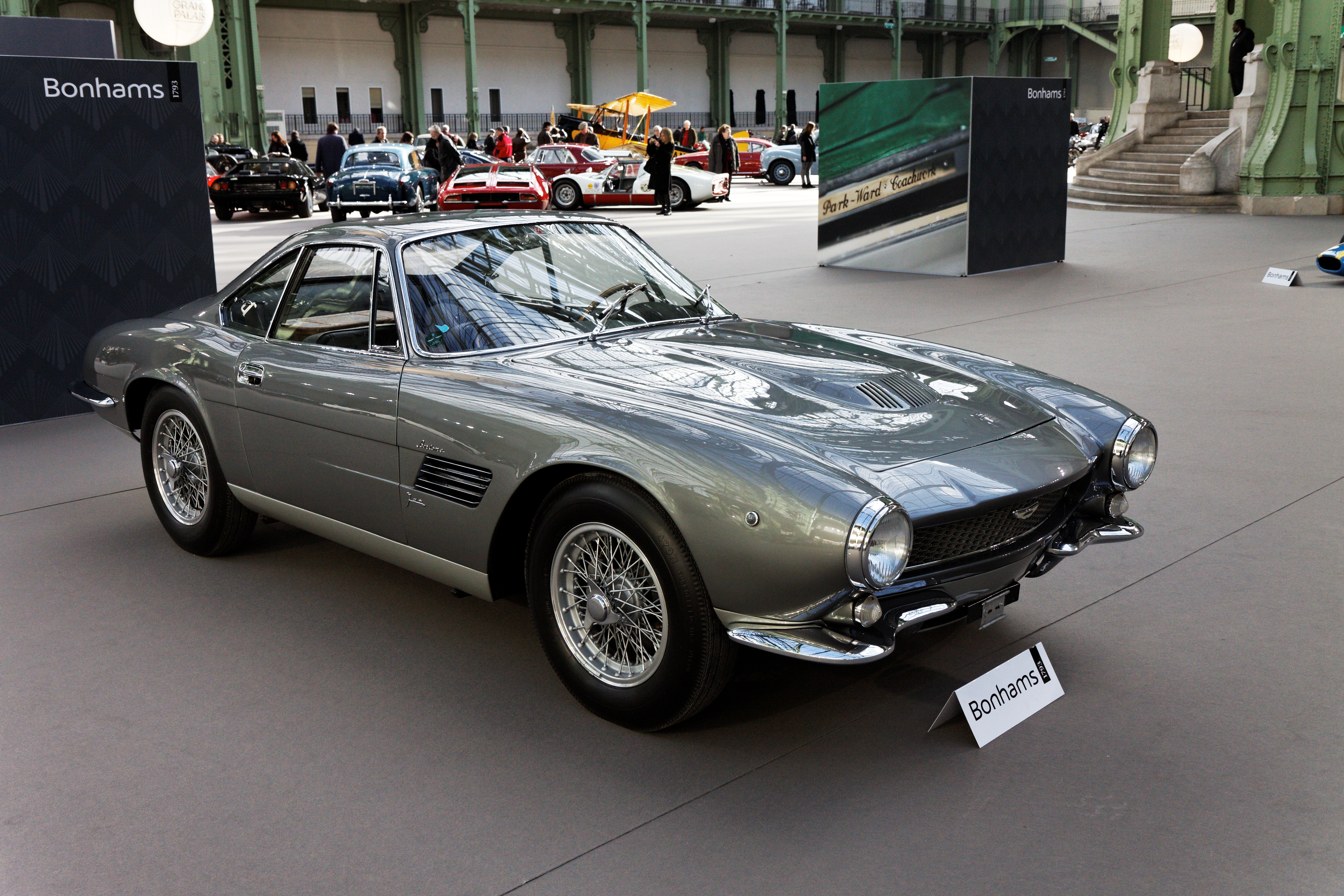

Этот единственный прототип был впервые показан на стенде фирмы Bertone на Женевском автосалоне в 1961 году. Создан автомобиль был одним из самых известных дизайнеров двадцатого столетия, 22-летним на тот момент, Джорджетто Джуджаро. Изготовленный на базе DB4 GT и названный позже «Jet» (рус. Реактивный), автомобиль, в отличие от базовой модели с алюминиевым кузовом, был сделан из стали.

## DB4 GT Continuation

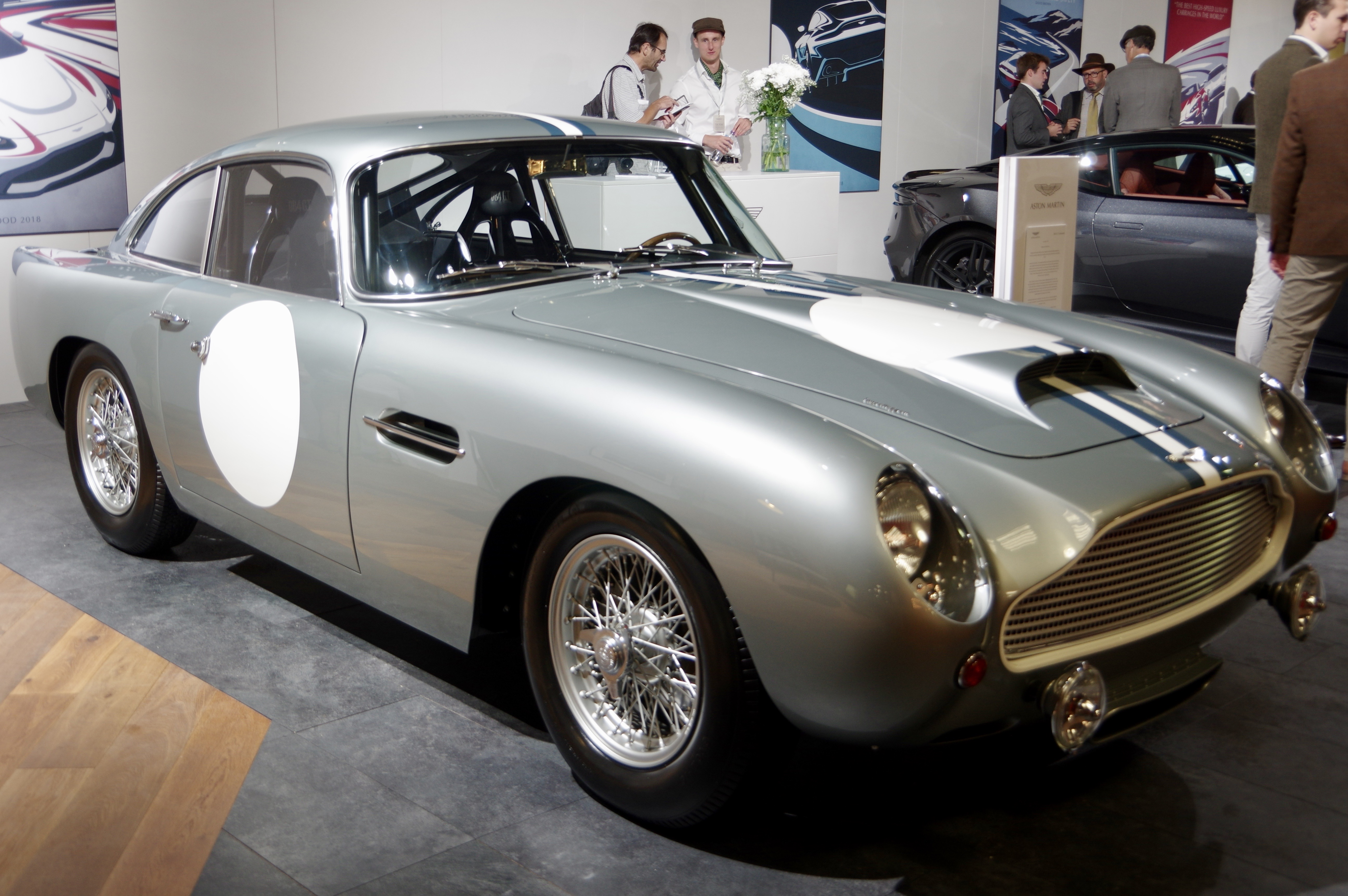
DB4 GT Continuation

14 декабря 2017 года первые из партии всего в 25 штук, предназначенных только для езды по закрытым гоночным трассам, автомобилей поступили своим владельцам. Каждый — это вновь изготовленный с максимальной аутентичностью, но с использованием современных технологий экземпляр.
Делалось всё следующим образом. Кузов исходного автомобиля был полностью отсканирован и изготовлены его компьютерные модели. По ним каждая панель изготавливалась вручную из алюминиевого листа и монтировалась на трубчатый каркас, который был усилен под современные требования. Там где было возможно, использовались поставщики оригинальных деталей. Так, удалось найти производителя дверных замков, а фирма Borrani воспроизвела колёса со спицами образца 1959 года. В то же время, сиденья и бензобак отвечали современным требованиям безопасности, воссозданный оригинальный двигатель был примерно на 40 л.с. мощнее, а в коробке передач использовались усиленные шестерни. Кроме того, в тормозах применялись современные колодки, а в подвеске были установлены более жёсткие резинометаллические шарниры. В целом на изготовление одного автомобиля уходило примерно 4500 часов ручного труда, а стоимость каждой модели составляла 1,5 миллиона фунтов стерлингов.
В 2019 году по такой же схеме были изготовлены 19 воссозданных автомобилей DB4 GT Zagato Continuation. В России такой автомобиль предлагался по цене 762 миллиона рублей.